# Arbin
Arbin település Franciaországban, Savoie megyében. Lakosainak száma 816 fő (2022. január 1.). Arbin Cruet, Montmélian és Planaise községekkel határos.

## Népesség
A település népességének változása:
| Lakosok száma | 800  | 797  | 808  | 777  | 773  | 769  | 765  | 791  | 816  |
|               | 2013 | 2015 | 2016 | 2017 | 2018 | 2019 | 2020 | 2021 | 2022 |